# Drogomierz

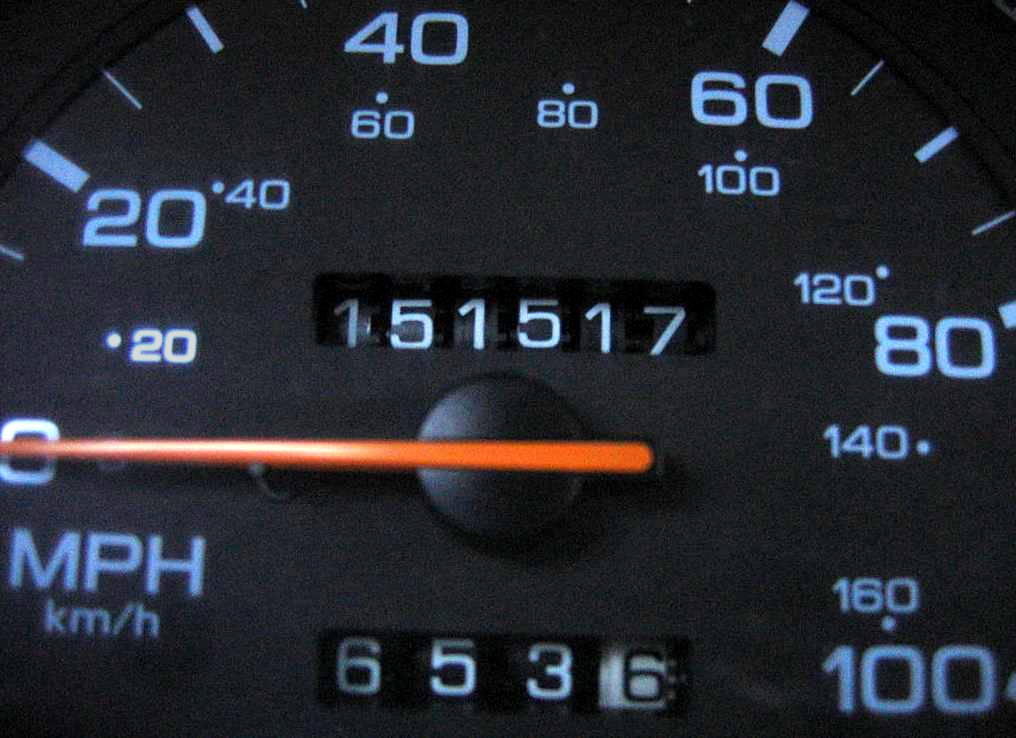
Drogomierz

Drogomierz, hodometr (gr. hodós, droga) – urządzenie służące do pomiaru odległości pokonanej przez obiekt. Ze względu na sposób ustalania wyniku pomiaru drogomierz może być urządzeniem analogowym (mechanicznym) lub cyfrowym (elektronicznym).

## Historia
Pierwsze potwierdzone historycznie użycie drogomierza można znaleźć w pracach Pliniusza Starszego i Strabona. Wspominają oni o odległościach przemierzonych przez wyprawę Aleksandra Wielkiego. Dokładny opis konstrukcji drogomierza zawarł w swoim dziele Witruwiusz (bardzo prawdopodobne jest, że urządzenie to skonstruował Archimedes). Podobne urządzenie znajduje się również w pismach Herona z Aleksandrii (Dioptra). Drogomierz Witruwiusza był oparty na kołach z rydwanu o średnicy 1,2 m, które musiały wykonać 400 obrotów na pokonanie jednej mili rzymskiej (1400 m). Podczas każdego obrotu końcówka na osi wozu wchodziła w koło z 400 zębami. Ta czynność uruchamiała kolejny mechanizm złożony z rozmieszczonych na obwodzie otworów, przez które wypadały do specjalnego pudełka umieszczone wyżej kamyki. Liczba kamyków, które znalazły się w pudełku, służyła do obliczenia dystansu. Kolejną wersję drogomierza opracował w XVIII wieku Benjamin Franklin. Znane są też podobne urządzenia skonstruowane w starożytnych Chinach. Chiński drogomierz miał postać wozu, w którym po pokonaniu dziesięciu li mechanizm przytwierdzony do koła powodował uderzenie w dzwon, który sygnalizował przemierzenie odpowiedniej odległości.
Pierwszy nowoczesny drogomierz skonstruował Andre Sleeswyk. Wykorzystywał on koła zębate - podobne do mechanizmu z Antikithiry. Natomiast znane obecnie drogomierze, w których oddzielne tryby przesuwają kolejne cyfry na wyświetlaczu, opracował William Clayton z pomocą Orsona Pratta. W drogomierzu Claytona znajdowały się dwa koła zębate, z których jedno obracało się co ćwierć mili, a drugie – co 10 mil.

## Zasada działania
Większość drogomierzy składa się z koła o ustalonym obwodzie przymocowanego do obracającej się osi. Liczba obrotów koła przemnożona przez obwód daje wynik w postaci pokonanej drogi.